# اسطوره‌شناسی اینکا
اسطوره‌شناسی اینکا یا اساطیر اینکا (انگلیسی: Inca mythology) جهان افسانه‌ها و حافظه جمعی تمدن اینکاها است که در سرزمین‌های کنونی کلمبیا، اکوادور، پرو، بولیوی، شیلی و آرژانتین رخ داده است و بیش‌تر سرزمین‌های پرو در شمال ارتفاعات مرکزی را در بر می‌گیرد.
اساطیر اینکا به‌دلیل نفوذ سیاسی، تجاری و نظامی، قبل از فتح سرزمین‌های جنوب و شمال کوسکو موفق بود، و بعدتر باعث پیدایش امپراتوری‌ای نوپا شد که هویت مردمان کچوا در پرو و بولیوی و کیچواها (کیچوا) در اکوادور را در بر می‌گرفت. این مردمان در این ادراک فضایی و مذهبی اشتراک دارند که آنها را از طریق مهم‌ترین خدایشان اینتی متحد می‌کند.
اساطیر اینکاها توسط مجموعه‌ای از افسانه‌ها و اسطورههای خاص خود شکل گرفت، که همه‌خدایی امپراتوری اینکاها را که در کوسکو متمرکز شده بود، حفظ کردند. مردم اینکا مانند سایر ادیان خدایان خود را می‌پرستیدند. برخی از نام‌های خدایان در استان‌های مختلف قوم اینکا تفاوت داشتند. بعدها، همه این خدایان متحد شدند و چیزی را تشکیل دادند که پانتئون واقعی اینکاها نامیده می‌شود.
آنچه را که کیهان‌زایی اینکا در زمینه اعتقادات به کار برد، باید یکی از مهم‌ترین ابزارهای مورد استفاده در روند شکل‌گیری امپراتوری آن‌ها در کنار تحولات اقتصادی، اجتماعی و اداری دانست.
به‌طور کلی، اساطیر یا دین اینکاها شامل داستان‌ها و افسانه‌های بسیاری است که سعی در توضیح یا نمادی از باورهای اینکا دارند.

## خدایان

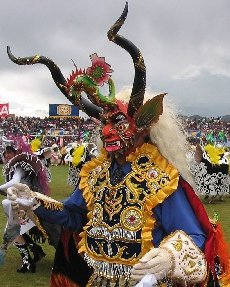
سوپای، خدای مرگ

مانند رومی‌ها، اینکاها نیز به فرهنگ‌هایی که در امپراتوری خود ادغام کردند اجازه دادند تا مذاهب فردی خود را حفظ کنند. در زیر برخی از خدایان مورد پرستش مردمان امپراتوری اینکاها آورده شده است. می‌توان فرض کرد که این خدایان توسط قبیله‌های مختلف یا در ایالت‌های خاص پرستش شده‌اند.
- اپو (خداوند بزرگ)، خدا یا روح کوه بود.
- آمارو (مار مقدس)، یک مار یا خدای اژدها بود که به عنوان یک مار بزرگ بال‌دار، با چشم‌های کریستالی، بینی قرمز، سر لاما، شاخ گوزن و دم ماهی شناخته می‌شد.
- آتاقوچو
- آوکیس‌ها، خدایانی بودند که بر هر منطقه‌ای که مردمش در آن زندگی می‌کردند نظارت می‌کردند.
- آکسوماما (مادر سیب زمینی)، خدایی سیب زمینی بود.
- کاتکویل، خدای محافظ روز و خیر بود.
- کاویلس، خدایی باکمال بود که میوه‌ای می‌خورد که در واقع اسپرم کونیرایا، خدای ماه و مادر کویا بود، و این امپراتوری را پرورش داد.
- چاسکا، خداتنه طلوع، شب و شام و همچنین خداتنه زیبایی زنان باکمال و گلها بود.
- چاپیامکا، یک الهه است که همتای زنانه خدای پاریاکاکا شناخته می‌شود.
- کویچی، قوس قزح زیبا
- کنیرایا، خدای ماه
- کونپا
- کوپاکاتی
- ایکو، خدای آتش و ثروت
- هولالو کاروانچو، خدای آتش و خدای اصلی وانکا
- گوانکانتاک'،' خدای گوانو
- هوری، خدای اصلی فرهنگ چاوین بود.
- هویتاپالانا، خدایی بود که در فصل خشک نقش مهمی داشت.
- هورکوای، هر چیز را که زیر زمین بود نشان می‌داد.
- ایلاپا، خدای برق، ساعقه، باران و جنگ بود.
- اینتی، خدای خورشید بود. منبع گرما و نور و محافظ مردم اینتی، و مهم‌ترین خدا محسوب می‌شد.
- کا-آتا-کیلا، خدای ماه
- کولاش، خدای پرندگان و ترول‌ها
- کون، خدای باران و باد
- مالکو، اولین پسر خدای خورشید (اینتی) در افسانه ویچاما
- مالکو (روح‌های کوه‌ها)، خدایی که روح و قدرت کوه‌ها را نشان می‌دهد.
- مامان آلپا (مادر زمین)، خدای باروری
- مامان کوکا (مادر برگ‌های کوکا)، خدای صحت و شادی
- مامان نینا (مادر آتش)، خدای نور آتش و آتشفشان
- ماما کینوآ (مادر دانه‌های کینوآ)، خدای دانه‌های کینوآ بود.
- مامان کوچا (مادر دریا)، خدای دریا و ماهی، و محافظ دریا و ماهیگیران بود.
- ماما پاچا (مادر طبیعت یا مادر زمین)، در کیهان‌بینی آند موجودی مقدس، مادر تپه‌ها و انسان‌ها در نظر گرفته می‌شود.
- ماما رای‌هوانا، الهه گیاهان و جانوران، منبع انرژی و باروری
- ماما کیلا (مادر ماه)، الهه ازدواج، جشن و ماه و دختر ویراچوچا و ماما قوچا و همچنین همسر و خواهر اینتی بود.
- ماما سارا (مادر ذرت)، الهه غلات بود.
  - کوکا مانکا، صورت فلکی بود که از گیاهان جادویی مراقبت می‌کرد.
  - سارا مانکا، صورت فلکی که از غذاهای گیاهی مراقبت می‌کرد.
- ماما ویرا (مادر باد)، الهه هوا و باد و محافظ پرندگان
- ماناناماکا، خدای زنانه بدخواه، همسر هولالو کاروانچو بود.
- پاچا کاماک (روح زمین، سازنده زمین، تکان‌دهنده زمین)، خدای آفریننده معبد
- پریاکاکا (شاهین سنگی)، خدای آب در اساطیر پیش از اینکاها بود.
- پاریسیا، خدایی بود که سیل فرستاد تا انسان‌هایی را که به اندازه کافی به او احترام نمی‌گذاشتند را بکشد.
- پیگوئرائو، خدای سرپرست شب و شر
- پونوی، خدای رؤیاها و خوابیدن
- کاخرا کامایوک (کسی که کاشت بذر را انجام می‌دهد)، خدای نگهبانی
- کوآ، خدای گربه‌سان بزرگ که در آسمان زندگی می‌کرد و توانست باران، طوفان، رنگین کمان و تگرگ را به ارمغان بیاورد.
- کویلور (ستاره)، الهه ستارگان بود و همچنین به‌عنوان خدای نور جایگاه مهمی داشت.
- ریماک و چاکلا، دو خدای برادر بودند که برای پایان دادن به خشکسالی که در زمان‌های قدیم سواحل را گرفتار می‌کرد، خود را قربانی کردند. ریماک تبدیل به رودخانه شد و چاکلا به باران.
- روناکوتو، خدای مردانگی مردان
- سوریمانا، خدای آتشفشان‌ها و زلزله‌ها
- سوپای، هم خدای مرگ و فرمانروای اوکو پاچا و هم از نژاد شیاطین بود.
- تمندوار و آریکوت، خدایان برادر که با برخوردهای خود باعث ایجاد سیل شدند.
- تونوپا، خدای آیمارا آتشفشان‌ها و رعد و برق و آب
- تولومانیا، اولین رنگین کمان بود که آمارو به دستور ویراکوچا از سینه آن متولد شد.
- اورکاگواری، خدای فلزات، جواهرات و دیگر اقلام زیرزمینی با ارزش اینکاها بود.
- اورکوچیلای، خدای گاو و حیوانات اهلی
- اورپیهواچای، الهه خالق پرندگان و ماهی‌ها
- ویچاما، پسر خدای خورشید
- ویراکوچا، خدای همه چیز بود. می‌گویند از دریا آمد و خورشید و ماه و ستارگان را آفرید تا جهان غرق در تاریکی را روشن کند. ویراکوچا همچنین زمان را ایجاد کرد.
- واسیکمایوک، خدای سرپرست خانهپ
- یاناناماکا و توتانامکا، خدایان دوقلوی تاریکی و شب بودند. آنها در آغاز زمان، قبل از اینکه خدایان از زمین مراقبت کنند، بر جهان حکومت می‌کردند.
- یانا رامان، خدای رعد و برق پیش از اینکا.